# Dejan Radonjić
 Ovo je glavno značenje pojma Dejan Radonjić. Za druga značenja pogledajte  Dejan Radonjić (košarkaš).
Dejan Radonjić (Tettnang, Njemačka, 23. srpnja 1990.) bivši je hrvatski nogometaš. 
Rođen je 1990. godine u Tettnangu, u Njemačkoj gdje su mu roditelji živjeli i radili više od 40 godina. Nogomet je započeo igrati u lokalnom klubu, nakon čega je prešao u Ulm, a nastavio je raditi kod trenera Badstubera, oca bivšeg njemačkog reprezentativca Holgera.
S 18 godina stigao je u redove Bayerna i potpisuje ugovor na godinu i pol, međutim doživljava težu ozljedu. Nakon ozljede upisuje pravni fakultet, i počinje igrati za FV Ravensburg i TSV Eriskirch no odlučuje se za povratak u Hrvatsku, u Ozalj. Počeo je igrati u županijskom prvoligašu Zrinskom iz Ozlja. Nakon jedne sezone prelazi u pulsku Istru.
U ljeto 2014. prelazi u zagrebački Dinamo koji ga odmah šalje natrag na posudbu u NK Istru 1961.
U kolovozu 2015. odlazi na još jednu posudbu, u izraelski klub Maccabi Tel-Aviv.
Nakon povratka iz Izraela, zagrebački Dinamo Radonjića ponovno šalje na posudbu u NK Lokomotivu. Radonjić je debitirao za Lokomotivu u srpnju 2016. godine protiv bivšeg kluba Istre 1961. U 72. minuti je Radonjić kao zamjena s klupe postigao svoj prvi gol u dresu Lokosa.
U ljetnom prijelaznom roku 2019. potpisuje za ruski klub Krilja Sovjetov Samaru za koji je u 27 ligaških nastupa postigao 4 pogotka. Iduće godine sporazumno raskida ugovor s klubom nakon što je ispao u drugu ligu te potpisuje za kineski Qingdao.

## Vanjske poveznice
- Dejan Radonjić na hnl-statistika.com